# Егоров, Михаил Иванович (генерал-майор)
Михаил Иванович Егоров — советский государственный и политический деятель, генерал-майор КГБ. Член КПСС.

## Биография
Родился 19 ноября (по другим данным — 20) 1911 года в Уфе.
С 1929 года — на хозяйственной, общественной и политической работе. Член КПСС с 1930 года.
В 1929—1962 гг. — слесарь на Уфимском паровозоремонтном заводе, секретарь комитета ВЛКСМ завода, секретарь 2-го горрайкома ВЛКСМ Уфы, помощник начальника политотдела по комсомолу 2-го эксплуатационного отдела Московско-Казанской железной дороги, парторг ЦК ВКП(б), секретарь узлового парткома станции Кочетовка Ленинской железной дороги, начальник политотдела станции Мичуринск, начальник политотдела Ашхабадской железной дороги, секретарь ЦК КП(б) Туркменистана по транспорту, заведующий отделом транспорта и связи ЦК КП(б) Туркменистана, заведующий промышленным отделом ЦК КП(б) Туркменистана, слушатель ВПШ при ЦК ВКП(б), 3-й секретарь ЦК КП(б) Туркменистана, инструктор отдела партийных, профсоюзных и комсомольских органов ЦК ВКП(б), начальник отдела кадров Главного управления охраны МГБ СССР на железнодорожном и водном транспорте, заместитель начальника УМВД по Рязанской области, начальник отдела кадров, заместитель начальника 6-го Управления МВД СССР, начальник 6-го Управления КГБ при СМ СССР, старший советник КГБ при МВД НРБ.
Избирался депутатом Верховного Совета Туркменской ССР 2-го и 3-го созывов.
Умер в Москве 10 августа 1968 года. Похоронен на Востряковском кладбище Москвы.

Могила Егорова на Востряковском кладбище Москвы.

В органах госбезопасности: с июня 1952 г. Находился в резерве назначения Управления кадров МГБ СССР, затем занимал должности:
- Заместитель начальника Главного управления охраны МГБ СССР на железнодорожном и водном транспорте по кадрам — начальник отдела кадров (13 сентября 1952 — 14 апреля 1953 г.)
- Заместитель начальника УМВД по Рязанской области (16 июня — 10 июля 1953 г.)
- Начальник отдела кадров 6-го Управления МВД СССР (10 июля — 12 сентября 1953 г.)
- Заместитель начальника 6-го Управления МВД СССР (12 сентября 1953 — 17 марта 1954 г.)
- Начальник 6-го Управления КГБ при СМ СССР (17 марта 1954 — февраль 1960 г.)
- Старший советник КГБ при МВД НРБ (март 1960 — май 1962 г.)

Звания:
- полковник ГБ (1952 г.)
- полковник (1955 г.)
- генерал-майор (14 января 1956 г.)

## Награды
ордена Ленина (28 января 1950 г.), Красного Знамени (18 декабря 1956 г.), Отечественной войны I степени (25 июля 1946 г.), 2 ордена Трудового Красного Знамени (23 октября 1939 г., 13 декабря 1944 г.), орден Красной Звезды (25 июня 1954 г.), 2 медали.